# Landtagswahlkreis Dortmund IV
Der Landtagswahlkreis Dortmund IV ist ein Landtagswahlkreis in Dortmund in Nordrhein-Westfalen. Seit der Landtagswahl in Nordrhein-Westfalen 2022 umfasst er die Kommunalwahlbezirke 25 bis 28 und 30 bis 35 im südlichen und südwestlichen Teil der Stadt.

## Geschichte
Von 1980 bis 2000 bestand Dortmund IV aus den Stadtbezirken Brackel und Scharnhorst (heute Landtagswahlkreis Dortmund III).
Seit der Landtagswahl in Nordrhein-Westfalen 2005 umfasste der Wahlkreis die Stadtbezirke Hombruch und Lütgendortmund (bislang Wahlkreis Dortmund VI) sowie den Stadtbezirk Hörde, der zuvor zum Wahlkreis Dortmund V gehörte und im Jahr 2000 einen Teil an Dortmund II abgab.
Seit der Landtagswahl 2022 orientiert sich der Zuschnitt der Dortmunder Wahlkreise an den Kommunalwahlbezirken. Der Wahlkreis Dortmund IV wurde hierbei verkleinert.

## Wahlergebnisse seit 2005

### 2005
Wahlberechtigt waren 122.157 Einwohner.
| Direktkandidat         | Partei         | Stimmen in % |
| ---------------------- | -------------- | ------------ |
| Gerd Bollermann        | SPD            | 45,4         |
| Claudia Middendorf     | CDU            | 36,5         |
| Gerhard Arnold Schmitt | FDP            | 5,2          |
| Manfred Nedler         | GRÜNE          | 7,1          |
| Jens-Peter Woithe      | REP            | 0,7          |
| Torsten Behrendt       | PDS            | 1,2          |
| Patrick Grete          | BüSo           | 0,3          |
| Patrick Brdonkalla     | NPD            | 1,0          |
| Hagen Dorgathen        | WASG           | 2,3          |
| Detlef Münch           | Einzelbewerber | 0,4          |

### 2010
Wahlberechtigt waren 121.284 Einwohner.
| Direktkandidat        | Partei   | Erststimmen in % | Zweitstimmen in % |
| --------------------- | -------- | ---------------- | ----------------- |
| Claudia Middendorf    | CDU      | 31,8             | 28,8              |
| Gerd Bollermann       | SPD      | 43,7             | 40,0              |
| Enno Wiesner          | GRÜNE    | 10,6             | 13,4              |
| Christian Bolle       | FDP      | 3,9              | 5,6               |
| Sylvia Grazina Wrubel | LINKE    | 5,8              | 6,2               |
| Matthias Wächter      | NPD      | 1,2              | 1,0               |
| Jan Bruno Dörrenhaus  | PIRATEN  | 1,9              | 2,0               |
| Horst Klemke          | RENTNER  | 1,0              | 0,8               |
| –                     | Sonstige | –                | 2,2               |

### 2012
Wahlberechtigt waren 121.252 Einwohner.
| Direktkandidat          | Partei       | Erststimmen in % | Zweitstimmen in % |
| ----------------------- | ------------ | ---------------- | ----------------- |
| Claudia Middendorf      | CDU          | 24,7             | 19,5              |
| Guntram Schneider       | SPD          | 47,4             | 44,8              |
| Ulrich Langhorst        | GRÜNE        | 11,3             | 12,5              |
| Karl-Heinz Dingerdissen | FDP          | 4,3              | 7,7               |
| Torsten Behrendt        | LINKE        | 2,8              | 2,7               |
| Christian Nissen        | PIRATEN      | 8,9              | 8,8               |
| Detlef Münch            | Freie Wähler | 0,4              | 0,2               |
| –                       | Sonstige     | –                | 3,8               |

### 2017
Wahlberechtigt waren 120.468 Einwohner, von denen sich 65,7 % an der Wahl beteiligten.
| Direktkandidat                   | Partei   | Erststimmen in % | Zweitstimmen in % |
| -------------------------------- | -------- | ---------------- | ----------------- |
| Anja Butschkau                   | SPD      | 38,6             | 35,3              |
| Claudia Middendorf               | CDU      | 32,0             | 27,1              |
| Barbara Brunsing                 | GRÜNE    | 6,6              | 6,9               |
| Steffen Kaestner                 | FDP      | 8,3              | 12,0              |
| Dirk Pullem                      | PIRATEN  | 2,0              | 1,2               |
| Henning-Ludewig von Stoltzenberg | LINKE    | 5,6              | 5,7               |
| Henning Theodor Garbe            | AfD      | 6,6              | 7,5               |
| Sonstige                         | Sonstige | 0,3              | 4,2               |

Der Wahlkreis wird durch die erstmals direkt gewählte Wahlkreisabgeordnete Anja Butschkau (SPD) im Landtag vertreten. Die bisherige CDU-Abgeordnete Claudia Middendorf schied aus dem Parlament aus, da die CDU-Landesliste aufgrund der hohen Zahl an Direktmandaten nicht zog.

### 2022
Ergebnis der Landtagswahl 2022. Wahlberechtigt waren 107.382 Einwohner, die Wahlbeteiligung betrug 51,2 Prozent.
| Direktkandidat    | Partei   | Erststimmen in % | Zweitstimmen in % |
| ----------------- | -------- | ---------------- | ----------------- |
| Anja Butschkau    | SPD      | 34,0             | 31,2              |
| Matthias Nienhoff | CDU      | 29,2             | 29,2              |
| Jenny Brunner     | GRÜNE    | 19,5             | 19,9              |
| Jens Isselhorst   | FDP      | 5,2              | 5,7               |
| Walter Wagner     | AfD      | 5,2              | 5,2               |
| Adelgunde Lammers | LINKE    | 1,8              | 1,9               |
|                   | Sonstige | 5,1              | 6,9               |